# Борисов, Сергей Владимирович
Серге́й Влади́мирович Бори́сов (25 января 1983, Ясногорск) — российский трековый велогонщик, выступавший за сборную России в спринте, командном спринте и кейрине в период 2000—2012 годов. Чемпион всероссийских первенств, серебряный призёр чемпионата Европы, участник летних Олимпийских игр в Лондоне. На соревнованиях представлял город Москву и спортивное общество «Динамо», мастер спорта международного класса.

## Биография
Сергей Борисов родился 25 января 1983 года в городе Ясногорске Тульской области, однако впоследствии переехал на постоянное жительство в Москву. Активно заниматься велоспортом начал в раннем детстве, проходил подготовку в училище олимпийского резерва № 2 и в школе высшего спортивного мастерства, в разное время тренировался под руководством таких специалистов как С. В. Хренцов, В. Д. Кирильцев, А. А. Толоманов. Состоял в физкультурно-спортивном обществе «Динамо».
Первого серьёзного успеха добился в 2000 году, когда попал в юношескую сборную России и побывал на юниорском чемпионате мира, откуда привёз награду серебряного достоинства, выигранную в командном спринте. Год спустя выступил на чемпионате Европы среди юниоров в Италии, где стал бронзовым призёром в индивидуальном спринте и в командном.
На взрослом международном уровне Борисов дебютировал в сезоне 2003 года, принял участие в зачёте домашнего чемпионата Европы в Москве и завоевал в командном спринте бронзовую медаль. В 2008 году одержал победу на чемпионате России в командном спринте и кейрине, намеревался выступить на Олимпийских играх в Пекине, однако незадолго до начала соревнований упал на треке и получил серьёзную травму спины, из-за чего надолго выбыл из состава сборной.
В 2010 году вернулся в строй и стартовал на чемпионате мира в Копенгагене, заняв шестое место в командной гонке спринтеров. В следующем сезоне стал чемпионом России в командном спринте, выиграл бронзу в кейрине на этапе Кубка мира в Астане. Благодаря череде удачных выступлений удостоился права защищать честь страны на летних Олимпийских играх 2012 года в Лондоне — финишировал седьмым в командном спринте и пятнадцатым в кейрине. Также в этом сезоне взял серебро на этапе Кубка мира в Пекине. Вскоре после этих соревнований принял решение завершить карьеру профессионального спортсмена, уступив место в сборной молодым российским гонщикам. За выдающиеся спортивные достижения удостоен почётного звания «Мастер спорта России международного класса».